# نايل سات
الشركة المصرية للأقمار الصناعية أو نايل سات (بالإنجليزية: Nilesat)‏ هي شركة مصرية فضائية متخصصة في خدمات البث التلفازي والإذاعي، أطلقت الشركة الساتل نايل سات 101 ونايل سات 102 اللذان خرجا من الخدمة وتملك الشركة في الوقت الراهن القمر الصناعي نايل سات 201 وتُشغّل سيعات فضائية على القمرين الصناعيين يوتلسات 7 غرب أ @ °7.3 غرباً (بالإنجليزية: Eutelsat 7 West A)‏ ويوتلسات 8 غرب ب @ °8 غرباً (بالإنجليزية: Eutelsat 8 West B)‏ المملوكين للشركة الفرنسية يوتلسات.
تحتوي الأقمار الثلاثة على مجموعة كبيرة من القنوات العربية المجانية والمشفرة، بعد توقف نايل سات 101 في 2013 وإرسال قمر نايل سات 201 أصبح يحمل أكثر من 1500 قناة منها المجانية والمشفرة وما لا يقل عن 300 قناة إذاعية.

## تاريخ
شركة المصري نايل سات يوني يا للاستثمار التي تأسست في تموز / يوليو 1996، من أجل التشغيل المباشرة إلى البيوت والبث الفضائي والمرافق . أطلقت الشركة قمرين صناعيين في الموقع المداري 7 درجات غرب. (نايل سات 101 ونايل سات 102). بالإضافة لإطلاق قمرا صناعيا ثالثاً وهو «نايل سات 103» (الأطلسي بيرد 4)، الذي تم نقله إلى الموقع المداري سامي). نايل سات 452 هو الآن والإذاعة الرقمية للقنوات التلفازية في نطاق جامعة الكويت، و 104 قنوات الراديو الرقمية، بالإضافة إلى نقل البيانات وخدمات الإنترنت . ما يقرب من 76 ٪ من القنوات التلفازية أحرار في الهواء. يتم تشفير وغيرها. حيث تتم تغطية الترفيه والتعلم عن بعد الموضوعية، والأعمال التجارية وخدمات البورصة ويقع مقر الشركة بمدينة السادس من أكتوبر المصرية القريبة من القاهرة ويعد النايل سات أكثر اقمار المنطقة مشاهدة.
| SharesOrganization                           | ٪    |
| -------------------------------------------- | ---- |
| اتحاد الاذاعة والتليفزيون المصري             | 40   |
| الشركة المصرية للمشروعات الاستثمارية الانفست | 9    |
| المنظمة العربية للتصنيع (الهيئة)             | 10   |
| البنك الأهلي المصري (الأهلي المصري)          | 7.5  |
| بنك القاهرة                                  | 7.5  |
| حاملي الاسهم الجمهور                         | 2.14 |
| بنك الاستثمار القومي                         | 7.6  |
| آخرون                                        | 4.2  |
| المجموع                                      | 100  |

## الموقع المداري
7 درجات غرباً يغطي جنوب أوروبا والشرق الأوسط وشمال أفريقيا من المحيط إلى الخليج العربي.

## الأقمار الصناعية
| 7° غرباً | 7.3° غرباً | 8° غرباً |
| نايل سات 201 | يوتلسات 7 غرب أ | يوتلسات 8 غرب ب |
| 11727 أفقي 30000 | 10719 عمودي 22000 📺تلفزيون قطر 📺تلفزيون قطر HD 📺تلفزيون قطر فيديو عالي الوضوح 📻إذاعة صوت الخليج 2 📻إذاعة صوت الخليج 3 📻إذاعة صوت الخليج 4 📻إذاعة صوت الخليج أوروبا 📻إذاعة قطر 📻إذاعة قطر للقرآن الكريم 📻إذاعة أوريكس القطرية 📻إذاعة كي بي اس القطرية 📻إذاعة اردو القطرية | 10971 أفقي 27500 |
| 11747 عمودي 27500 القاهرة الإخبارية قناة السودان قناة اليمن القاهرة الإخبارية HD قناة العربية قناة العربية الحدث قناة المديح النهار سينما قناة اليمن اليوم قناة الأهلي قناة الفرات 📻إذاعة الفرات                           | 10727 أفقي 27500 | 10971 عمودي 27500 قناة الجزيرة الجزيرة مباشر الجزيرة الإنجليزية الجزيرة الوثائقية الجزيرة مباشر 2 تلفزيون قطر قناة الريان |
| 11766 أفقي 27500 القناة الأولى المصرية HD قناة القاهرة والناس القناة الأولى المصرية قناة نايل العائلة قناة نايل الثقافية الفضائية المصرية بي بي سي نيوز قناة ليبيا الرياضية ليبيا الوطنية                                   | 10758 عمودي 27500 قناة سيوف قناة الأماكن دراما البدوية قناة صفا قناة المعالي | 11013 أفقي 27500 بي إن سبورتس HD1 بي إن سبورتس HD2 بي إن سبورتس HD3 بي إن سبورتس HD4 بي إن سبورتس ماكس HD2 بي إن سبورتس ماكس HD3 |
| 11785 عمودي 27500 النهار النهار دراما سي بي سي سي بي سي سفرة سي بي سي دراما إكسترا نيوز الحياة دراما سبيستون قناة ميكس قناة الشرقية                                                                                         | 10777 أفقي 27500 | 11013 عمودي 27500 قناة الشارقة HD قناة الشارقة SD قناة الشرقية من كلباء HD قناة الشرقية من كلباء SD قناة الوسطى من الذيد HD قناة الشارقة الرياضية HD قناة الشارقة الرياضية SD |
| 11804 أفقي 30000 | 10796 عمودي 27500 القناة التونسية الأولى تلفزيون السودان قناة الأماكن 📻الإذاعة الوطنية التونسية 📻إذاعة تونس الدولية 📻إذاعة تونس الثقافية 📻اذاعة امدرمان | 11054 أفقي 27500 بي إن سبورتس HD بي إن سبورتس HD5 بي إن سبورتس HD6 بي إن سبورت HD7 بي إن سبورت HD8 بي إن سبورتس HD9 |
| 11823 عمودي 27500 | 10815 أفقي 27500 | 11054 عمودي 27500 تلفزيون الكويت 1 HD تلفزيون الكويت 2 HD الكويت الرياضية HD الكويت الرياضية بلاص HD قناة إثراء HD قناة العربي HD قناة المجلس HD قناة القرين HD قناة أطفال الكويت HD |
| 11843 أفقي 27500 قناة تن موجة كوميدي قناة النيل قناة نايل كوميدي قناة نايل لايف قناة نايل دراما قناة نايل سبورت قناة النيل HD قناة نايل سينما ماسبيرو زمان قناة صفا قناة ميكس وان                                           | 10834 عمودي 27500 | 11096 أفقي 27500 |
| 11862 عمودي 27500 أون تايم سبورتس 2 HD أون تي في HD أون تايم سبورتس HD أون تايم سبورتس 2 أون تي في أون تايم سبورتس أون دراما مصر قرآن كريم                                                                                  | | |
| 10853 أفقي 27500 | 11096 عمودي 27500 | |
| 11881 أفقي 30000 | 10873 عمودي 27500 قناة الرحمة قناة ليبيا الحدث تي آر تي كوردي | 11137 أفقي 27500 |
| 11900 عمودي 27500 | 10892 أفقي 27500 | 11137 عمودي 27500 قناة ابن عثيمين قناة المعالي قناة المحور HD |
| 11919 أفقي 27500 | 10922 عمودي 27500 قناة السراج الشروق الإخبارية قناة الشروق بور تي في قناة الباهية قناة الحياة الجزائرية | 11179 أفقي 27500 |
| 11938 عمودي 27500 | 10930 أفقي 27500 | 11179 عمودي 27500 |
| 11958 أفقي 27500 | حُزمة شمال غرب أفريقيا 10992 عمودي 5000 قناة الشروق الجزائرية | الحُزمة الشرقية 11471 عمودي 27500 قناة العربية الحدث HD قناة العربية إم بي سي 1 HD إم بي سي 4 HD إم بي سي دراما HD قناة سيتروس إم بي سي بوليوود HD إم بي سي 2 HD إم بي سي أكشن HD إم بي سي 3 HD قناة إللاي.كوم إم بي سي ماكس HD قناة شوبينج 3 إم بي سي بلس دراما HD 📻إم بي سي إف إم 📻بانوراما إف إم |
| 11977 عمودي 27500 | 11033 عمودي 5000 | 11512 عمودي 27500 |
| 11996 أفقي 30000 | 11158 عمودي 5000 | 11555 عمودي 27500 |
| 12015 عمودي 27500 | 11219 أفقي 27500 | 11595 عمودي 27500 |
| 12034 أفقي 27500 | 11227 عمودي 27500 | 11636 عمودي 27500 |
| 12054 عمودي 27500 | 11258 أفقي 27500 | 11678 عمودي 27500 |
| 12073 أفقي 30000 | 11277 عمودي 27500 | 12521 أفقي 27500 قناة الجزيرة HD الجزيرة مباشر HD الجزيرة الإنجليزية HD الجزيرة الوثائقية HD الجزيرة مباشر 2 HD قناة الريان HD قناة الريان القديم HD |
| 12092 عمودي 27500 | 11296 أفقي 27500 | 12521 عمودي 27500 |
| 12130 عمودي 27500 قناة عمان HD قناة عمان الرياضية HD قناة عمان مباشر HD قناة عمان الثقافية HD قناة عمان | 11315 عمودي 27500 | 12562 أفقي 27500 |
| 12149 أفقي 27500 قناة السعودية قناة ذكريات قناة إس بي سي قناة الإخبارية قناة السعودية الآن قناة القرآن الكريم قناة السنة النبوية السعودية الرياضية 1 السعودية الرياضية 2 السعودية الرياضية 3                                | 11334 أفقي 27500 | 12562 عمودي 27500 |
| 12207 عمودي 27500 بي بي سي عربي الحياة فرانس 24 العربية الحياة والناس الحياة HD قناة الصحراء الحياة الآن | 11354 عمودي 27500 | 12604 أفقي 27500 |
| 12226 أفقي 27500 روتانا موسيقى روتانا كليب روتانا خليجية روتانا كلاسيك روتانا دراما روتانا سينما المصرية روتانا سينما السعودية ال بي سي الفضائية قناة الرسالة روتانا سينما المصرية HD                                       | 11373 أفقي 27500 أبوظبي الرياضية 3 HD أبوظبي الرياضية 4 HD قناة لنا HD | 12604 عمودي 27500 |
| 12284 عمودي 27500 قناة السعودية HD قناة ذكريات HD قناة إس بي سي HD قناة الإخبارية HD قناة السعودية الآن HD قناة القرآن الكريم HD قناة السنة النبوية HD السعودية الرياضية 1 HD السعودية الرياضية 2 HD السعودية الرياضية 3 HD | 11392 عمودي 27500 قناة يمن شباب قناة نور الهدى طيور بيبي قناة الميادين قناة 24 إيران الصفوية قناة الراصد الإخبارية السورية قناة الكوفية | 12645 أفقي 27500 |
| 12303 أفقي 27500 | 11411 أفقي 27500 | 12645 عمودي 27500 |
| | 11430 عمودي 27500 | 12688 أفقي 27500 |
| | 11449 أفقي 27500 | 12688 عمودي 30000 |
| | 11474 عمودي 27500 قناة الأولى المغربية HD القناة الثانية المغربية القناة الرياضية المغربية قناة الرابعة المغربية قناة السادسة قناة تامازيغت ميدي 1 تي في القناة الأولى المغربية قناة العيون الجهوية 📻إذاعة ميدي 1 المغرب الكبير 📻إذاعة ميدي 1 أفريقيا | 12729 أفقي 27500 |
| | 11488 أفقي 27500 قناة ميك موفيز قناة الفراعين HD 📻 إذاعة إيتريا 1 \|\| 12729 عمودي 27500 | |
| | 11514 عمودي 27500 | |
| | 11526 أفقي 27500 | |
| | 11559 عمودي 27500 | |
| | 11564 أفقي 27500 | |
| | 11595 عمودي 27500 | |
| | 11603 أفقي 27500 | |
| | 11634 عمودي 27500 | |
| | 11641 أفقي 27500 | |
| | 11660 عمودي 27500 | |
| | 11680 أفقي 27500 التلفزيون الجزائري كنال ألجيري الجزائرية الثالثة قناة الأمازيغية قناة القرآن الكريم الجزائرية الثالثة HD 📻الإذاعة الجزائرية 📻الإذاعة الجزائرية 2 📻الإذاعة الجزائرية 3 📻Radio Décrochage 📻إذاعة البهجة 📻إذاعة الجزائر الدولية 📻إذاعة الساحل 📻جيل أف أم 📻Multi-Chaine 📻إذاعة ورغلة 📻إذاعة تمنراست 📻إذاعة بشار 📻إذاعة أدرار 📻إذاعة إليزي 📻إذاعة تندوف 📻إذاعة شلف 📻إذاعة أم البواقي 📻إذاعة بسكرة 📻إذاعة البليدة 📻إذاعة سطيف 📻إذاعة سيدي بلعباس | |
| | 12111 أفقي 27500 | |
| | 12169 عمودي 27500 | |
| | 12188 أفقي 27500 | |
| | 12245 عمودي 27500 | |
| | 12265 أفقي 27500 | |
| | 12322 عمودي 30000 | |
| | 12341 أفقي 27500 | |
| | 12360 عمودي 27500 | |
| | 12380 أفقي 27500 | |
| | 12399 عمودي 27500 | |
| | 12418 أفقي 27500 | |
| | 12437 عمودي 27500 | |
| | 12467 أفقي 27500 | |
| | 12476 عمودي 27500 | |

## وصلات خارجية
- الموقع الرسمي